# Suprotstavljač palca
Suprotstavljač palca (lat. musculus opponens pollicis) mišić je palčane uzvisine.
Mišić inervira lat. nervus medianus.

## Polazište i hvatište
Mišić polazi s trapezne kosti i lat. retinaculum flexorum, a hvata se na prednju stranu prve kosti zapešća.